# Аљаска ерлајнс
Аљаска ерлајнс је велика америчка авио-компанија са седиштем у Ситаку. То је пета највећа авиокомпанија у Сједињеним Америчким Државама по величини флоте, превезеним путницима и бројем дестинација. Аљаска ерлајнс, заједно са својим регионалним партнерима, управља великом мрежом домаћих рута, првенствено фокусираном на повезивање градова на западној обали Сједињених Држава са преко стотину дестинација у континенталним САД, Аљасци, Хавајима, Канади, Костарики и Мексику. Аљаска ерлајнс није члан ни једне од три највеће алијансе авио-компанија. Међутим, Аљаска ерлајнс има кодшер споразуме са 17 авио-компанија, укључујући чланове алијанси Oneworld, Скајтим, Стар алајанс и непридружене авио-компаније. Регионалном службом управља сестринска компанија Хоризон Ер и независна авиокомпанија Скајвест ерлајнс.
Компанија је основана 1932. године као McGee Airways, нудећи летове из Енкориџа. Данас, највећи део прихода и саобраћаја авио-компаније долази са локација изван Аљаске, док авио-компанија има важну улогу у ваздушном саобраћају у земљи. Има много летова који повезују мале градове са главним транспортним чвориштима и превози више путника између Аљаске и остатка САД него било која друга авиокомпанија.
Авиокомпанија послује са својим највећим чвориштем на међународном аеродрому у Сијетлу-Такоми, а такође управља чвориштима у Енкориџу, Лос Анђелесу, Портланду, Сан Франциску и фокусом на градовима Сан Дијегу и Сан Хозеу.
У 2018. години, авиокомпанија је запошљавала више од 21.000 људи и рангирана као најбоља међу традиционалним авиокомпанијама којима су највише задовољни путници, једанаест узастопних година.

## Флота
Марта 2019, флота компаније Аљаска ерлајнс се састоји углавном од Боинг 737 серије авиона, са неким авионима Ербас А320 фамилије, којима је раније управљала Вирџин Америка. Регионални летови се обављају Бомбардиер К400 и Ембраер 175 авионима од стране регионалне авиокомпаније Хоризон Ер којом управља Аљаска ерлајнс и извођача Скајвест ерлајнса.
| Авион                                  | У служби                       | Поручено                       | Путници                        | Путници                        | Путници                        | Путници                        | Белешке                                                                                |
| Авион                                  | У служби                       | Поручено                       | П                              | Г +                            | Г                              | Укупно                         | Белешке                                                                                |
| Путничка флота Аљаска ерлајнса         | Путничка флота Аљаска ерлајнса | Путничка флота Аљаска ерлајнса | Путничка флота Аљаска ерлајнса | Путничка флота Аљаска ерлајнса | Путничка флота Аљаска ерлајнса | Путничка флота Аљаска ерлајнса | Путничка флота Аљаска ерлајнса                                                         |
| -------------------------------------- | ------------------------------ | ------------------------------ | ------------------------------ | ------------------------------ | ------------------------------ | ------------------------------ | -------------------------------------------------------------------------------------- |
| Ербас А319-100                         | 10                             | —                              | 8                              | 12                             | 99                             | 119                            | Седишта ће бити измењена ради повећања капацитета до краја 2019                        |
| Ербас А319-100                         | 10                             | —                              | 12                             | 24                             | 87                             | 123                            | Седишта ће бити измењена ради повећања капацитета до краја 2019                        |
| Ербас А320-200                         | 53                             | —                              | 8                              | 18                             | 120                            | 146                            | Седишта ће бити измењена ради повећања капацитета до краја 2019. године                |
| Ербас А320-200                         | 53                             | —                              | 8                              | 18                             | 123                            | 149                            | Седишта ће бити измењена ради повећања капацитета до краја 2019. године                |
| Ербас А320-200                         | 53                             | —                              | 12                             | 24                             | 114                            | 150                            | Седишта ће бити измењена ради повећања капацитета до краја 2019. године                |
| Ербас А320нео                          | —                              | 30                             | Биће најављено                 | Биће најављено                 | Биће најављено                 | Биће најављено                 | Поруџбина пребачена из Вирџин Америке. Испоруке планиране између 2020. и 2022. године. |
| Ербас А321нео                          | 8                              | 2                              | 8                              | 18                             | 159                            | 185                            | Седишта ће бити измењена ради повећања капацитета до краја 2019. године                |
| Ербас А321нео                          | 8                              | 2                              | 16                             | 24                             | 150                            | 190                            | Седишта ће бити измењена ради повећања капацитета до краја 2019. године                |
| Боинг 737-700                          | 11                             | —                              | 12                             | 18                             | 94                             | 124                            |                                                                                        |
| Боинг 737-800                          | 61                             | —                              | 12                             | 30                             | 117                            | 159                            |                                                                                        |
| Боинг 737-900                          | 12                             | —                              | 16                             | 24                             | 138                            | 178                            |                                                                                        |
| Боинг 737-900ЕР                        | 78                             | 1                              | 16                             | 24                             | 138                            | 178                            |                                                                                        |
| Боинг 737 МАКС 9                       | —                              | 32                             | Биће најављено                 | Биће најављено                 | Биће најављено                 | Биће најављено                 | Испоруке би требало да почну у јуну 2019. године 15 поруџбина преправљених из МАКС 8.  |
| Аљаска теретна флота                   |                                |                                |                                |                                |                                |                                |                                                                                        |
| Боинг 737-700Ф                         | 3                              | —                              | терет                          | терет                          | терет                          | терет                          | Преправљен из 737-700 путничких авиона                                                 |
| Аљаска Хоризон и Аљаска Скајвест флота |                                |                                |                                |                                |                                |                                |                                                                                        |
| Бомбардијер Деш 8-400                  | 35                             | —                              | —                              | —                              | 76                             | 76                             | Управља Хоризон Ер                                                                     |
| Ембраер 175                            | 26                             | 7                              | 12                             | 12                             | 52                             | 76                             | Управља Хоризон Ер                                                                     |
| Ембраер 175                            | 32                             | 3                              | 12                             | 12                             | 52                             | 76                             | Управља Скајвест ерлајнс                                                               |
| Укупно                                 | 329                            | 75                             |                                |                                |                                |                                |                                                                                        |

## Услуге

### Кабине
Главна кабина је економска класа. Путници добијају бесплатно безалкохолно пиће и малу ужину. Храна и алкохолна пића су доступни за куповину. У авионима на главној линији, сва седишта у имају USB и утичнице.
Премијум класа се налази иза прве класе и има размак између седишта од 890 мм, 100 мм више него у главној кабини. Путници имају приоритетно укрцавање и бесплатна алкохолна или безалкохолна пића. Мала ужина је укључена, а храна се може купити.
Прва класа нуди приоритетно укрцавање, бесплатну храну, као и алкохолна и безалкохолна пића. Седишта су шира, са наслоном за лежање, у конфигурацији 2-2 у главним авионима и конфигурацији 2-1 у регионалним млазњацима. Сва седишта у првој класи имају утичнице.